# موراي ماكفرلين
موراي ماكفرلين هو سياسي كندي، ولد في 2 سبتمبر 1908 في كرانبروك في كندا، وتوفي في 10 أكتوبر 1989. حزبياً، نشط في الحزب الكندي التقدمي المحافظ. وقد انتخب عضو مجلس العموم الكندي.